# Marcello D'Orey
Pour les articles homonymes, voir Orey.
Marcelo Rui Dias d'Orey Branco, né le 7 mars 1976 à Rio de Janeiro, est un joueur de rugby à XV portugais. Il joue avec l'équipe du Portugal depuis 2004, évoluant au poste de deuxième ligne. Il mesure 1,96 m pour 133 kg.

## Clubs
- GD Direito  Portugal 2006-2007
- Centro Desportivo Universitário do Porto (CDUP)  Portugal 2007-2008

## Équipe du Portugal
(Au 30 avril 2007)
- 59 sélections avec le Portugal
- 1 essai
- 1er test match le 14 février 2004 contre la Géorgie
- Sélections par année : 8 en 2004, 7 en 2005, 11 en 2006, 4 en 2007.
- Coupe du monde: 
  - 2007 : 1 match, 0 points.

## Palmarès
- Finaliste du Championnat du Portugal de rugby à XV 2006-2007